# 本巣市立糸貫中学校
本巣市立糸貫中学校（もとすしりつ いとぬきちゅうがっこう）は、岐阜県本巣市にある公立中学校。

## 就学区域
- 石神、上高屋、長屋、見延、数屋、有里、随原、屋井、七五三、早野、三橋、上保、郡府、北野、春近、石原[1]
- 本巣市は学校選択制を導入しており、就学区域外の本巣市内在住者でも、1年生の入学時および転入時（根尾地区の在住者は根尾学園の7年生に該当）においてのみ糸貫中学校を選択することが可能[1][2]。

## 沿革
- 1947年（昭和22年）
  - 4月1日 - 一色村土貴野村席田村学校組合立糸貫中学校として開校。本校は席田小学校の校舎の一部を仮校舎とし、一色小学校、土貴野小学校、岐阜県本巣中学校の校舎の一部を分校とする。
  - 5月3日 - 開校式
- 1948年（昭和23年）4月 - 本巣郡学校組合中部公民学校の校舎及び敷地を購入し、移転。
- 1949年（昭和24年）10月 - 校舎を増築する。分校を廃止。
- 1955年（昭和30年）4月1日 - 一色村と土貴野村が合併して糸貫村が発足。同時に糸貫村席田村学校組合立糸貫中学校に改称する。
- 1956年（昭和31年）9月30日 - 席田村の一部（上保・郡府・北野・春近・石原・三橋・仏生寺）が糸貫村に編入される。同時に糸貫村立糸貫中学校に改称する[注釈 1]。
- 1960年（昭和35年）4月1日 - 町制施行し、糸貫町となる。同時に糸貫町立糸貫中学校に改称する。
- 1972年（昭和47年）3月 - 新校舎（鉄筋コンクリート造3階建）が完成。
- 2004年（平成16年）2月1日 - 本巣町、真正町、糸貫町、根尾村が合併し、本巣市が発足。同時に本巣市立糸貫中学校に改称する。

## 進学前小学校
- 本巣市立席田小学校
- 本巣市立一色小学校
- 本巣市立土貴野小学校